# Gryposaurus
Gryposaurus var en slægt af dinosaurer, hvoraf der fandtes flere forskellige arter. Den senest beskrevne art er Gryposaurus monumentensis. 

## Gryposaurus monumentensis
I 2002 fandt en privatperson tilfældigt et kranium fra en dinosaur. Efter fundet gik der flere år, før det blev fastslået, at der var tale om en ny art, og det blev offentliggjort i efteråret 2007. Det er foreløbigt de eneste rester, der er fundet af arten, men kraniet er meget velbevaret.
Arten levede for ca. 75 millioner år siden. Den var planteæder og meget robust bygget og ca. 10 meter lang. Den havde 300 tænder i munden og yderligere 500 tænder, som var klar når nogle af de 300 knækkede.
Fundet blev gjort i Utah, USA og kraniet opbevares på Alf Museum.